# Epizeuxis modesta
Epizeuxis modesta là một loài bướm đêm trong họ Noctuidae.